# Toby Maduot
Toby Maduot Parek (geb. 1936; gest. 24. Mai 2012) war der Vorsitzende der Sudan African National Union (SANU) und Mitglied des Parlaments in der Regierung des Südsudan (GOSS) der Legislative Assembly und Mitglied der Sudanese Group for Human Rights (SGHR).

## Leben
Toby Maduot wurde 1936 in Rualbet im Kreis Tonj North County geboren und schloss nach der Schule in seiner Heimatstadt Tonj und der weiterführenden Schule in Ahfad und Omdurman seine medizinische Ausbildung an der Karls-Universität in der Tschechoslowakei ab. Nach seiner Rückkehr aus Osteuropa im Jahr 1965 arbeitete er als Arzt im Zentralsudan und in Khartum und trat dann als Mitglied der Sudan African National Union unter der Führung von William Deng Nhial Mabuoch in die Politik ein.
Maduot wirkte auch als politischer Philosoph und spielte eine entscheidende Rolle bei der Gestaltung der Ideologie der SANU, aus der später die Sudanesische Volksbefreiungsarmee/-bewegung (Sudan People’s Liberation Army) hervorging. In enger Zusammenarbeit mit seinem Schwager William Deng Nhial, einem der wichtigsten nationalistischen Führer Sudans im Sudan nach der Unabhängigkeit, erlangte er die Anerkennung der nationalen Regierung, da er den Südsudan in einer politischen Partei vertrat.
Er bekleidete 1969 Ämter als Minister beim Präsidentenamt in Khartum und 1971 als erster Kommissar von Bahr al-Ghazal. Nach dem Abkommen von Addis Abeba 1972 wurde er in die Volksversammlung gewählt und zum ersten Minister für Gesundheit im ersten Regionalkabinett unter Abel Alier und als Mitglied des High Executive Council (HEC) der Southern Region ernannt. Anschließend hatte er die Ressorts Information und Wohnen im damaligen Hohen Exekutivrat für Südsudan inne. Seinen größten Beitrag leistete er jedoch auf seinem Fachgebiet als Arzt, der selbstlos in allen Regionen des Sudan diente, insbesondere in den Jahren des Zweiten Bürgerkriegs, als seine Klinik in El Haj Yousif in Khartum Zufluchtsort für Tausende vertriebene Südsudanesen und andere marginalisierte Sudanesen war, die in den Elendsvierteln von Khartum lebten.
Maduot ist ein prinzipientreuer Menschenrechtsaktivist, säkularer Denker und entschiedener Gegner des Krieges, der Versklavung und anderer Verbrechen, welche die Regierung gegen das sudanesische Volk verübt. Während des Aufstiegs der SPLM/A war Maduot einer der wenigen Führer des Südens, die in Khartum blieben und weiterhin politisch kämpften. 
Die sudanesische Regierung verhaftete Maduot mehrfach zusammen mit dem Journalisten Alfred Taban, dem Anwalt Mustafa Abdel-Gadir, dem Anwalt Ali Al-Sayed und anderen demokratischen Führern oder Fachleuten, die ehrlich und öffentlich die Unterdrückung, Kriegstreiberei und das undemokratische Vorgehen des Regimes kritisierten.
Bis zum Friedensabkommen von 2005 lebte Maduot unter intensiver Sicherheitsüberwachung. Er wurde jahrelang wiederholt von Sicherheitskräften des Regimes in Khartum festgenommen, schikaniert und verhört, weigerte sich jedoch konsequent, sich an die rechtswidrige Vorgehensweise der Sicherheitskräfte zu halten, die eklatant gegen internationale Menschenrechte verstieß. Am 28. Juni 2002 veröffentlichte SHRO-Kairo einen Folgebericht an den Hochkommissar für Menschenrechte in Genf, an die Afrikanische Kommission der Menschenrechte und der Rechte der Völker (Banjul) und andere Menschenrechtsorganisationen. Menschenrechtsorganisationen auf der ganzen Welt forderten die Freilassung von Toby Maduot, nachdem die Regierung seine rechtswidrige Inhaftierung verlängert hat, unabhängig davon, ob er zu diesem Zeitpunkt dringend medizinische Hilfe benötigte.

## Familie
Toby Maduot war verheiratet mit Carmen Kwei Mawien und  Victoria Yar Arol (die selbst Politikerin war) sowie Sarah Paul Lako. Er hinterließ 18 Kinder und 12 Enkel. Er ist in Tonj, Südsudan, bestattet.